# گروور (کارولینای شمالی)
گروور (به انگلیسی: Grover) شهری در ایالت کارولینای شمالی کشور ایالات متحده آمریکا است که جمعیت آن در سرشماری سال ۲۰۱۰ میلادی، ۷۰۸ نفر بوده‌است.